# Convolutriloba macropyga
Convolutriloba macropyga är en plattmaskart som beskrevs av Shannon och Johannes G. Achatz 2007. Convolutriloba macropyga ingår i släktet Convolutriloba och familjen Sagittiferidae. Inga underarter finns listade i Catalogue of Life.